# Argenteuil (regionale Grafschaftsgemeinde)
Argenteuil ist eine regionale Grafschaftsgemeinde (französisch municipalité régionale de comté, MRC) in der kanadischen Provinz Québec.
Sie liegt in der Verwaltungsregion Laurentides und besteht aus neun untergeordneten Verwaltungseinheiten (zwei Städte, drei Kantonsgemeinden, drei Gemeinden und ein Dorf). Die MRC wurde am 1. Januar 1983 gegründet. Der Hauptort ist Lachute. Die Einwohnerzahl beträgt 32.389 (Stand: 2016) und die Fläche 1.252,97 km², was einer Bevölkerungsdichte von 25,8 Einwohnern je km² entspricht.

## Gliederung
Stadt (ville)
- Brownsburg-Chatham
- Lachute

Gemeinde (municipalité)
- Grenville-sur-la-Rouge
- Mille-Isles
- Saint-André-d’Argenteuil

Kantonsgemeinde (municipalité de canton)
- Gore
- Harrington
- Wentworth

Dorf (municipalité de village)
- Grenville

## Angrenzende MRC und vergleichbare Gebiete
- Les Laurentides
- Les Pays-d’en-Haut
- La Rivière-du-Nord
- Mirabel
- Deux-Montagnes
- Vaudreuil-Soulanges
- Papineau
- Prescott and Russell United Counties, Ontario